# Freie-Partie-Weltmeisterschaft 1935

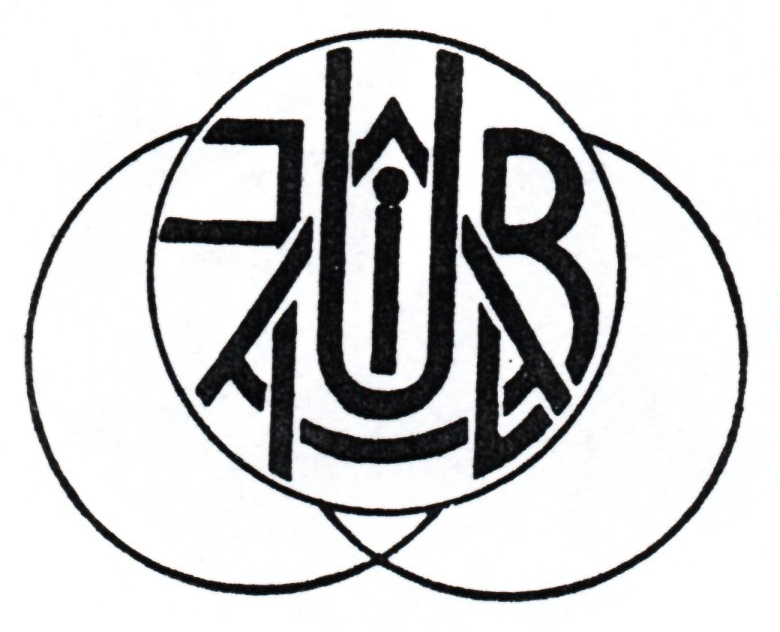
Logo UIFAB (ausrichtender Verband)

Veranstaltungsort: Bordeaux

Die Freie-Partie-Weltmeisterschaft 1935 war die achte UIFAB-Weltmeisterschaft in der Freien Partie. Das Turnier fand vom 23. bis zum 26. Mai in Bordeaux in Frankreich statt. Es war die dritte Freie-Partie-Weltmeisterschaft in Frankreich.

## Geschichte
Nach dem Ausschluss des Deutschen Amateur-Billard-Verbandes auf der UIFAB Generalversammlung in Scheveningen durften keine deutschen Akteure mehr an internationalen Turnieren teilnehmen. Der Grund war der, dass die deutsche nationalsozialistische Reichsführung nicht die internationalen Richtlinien des Sports einhielt (u. a. die Nichtentsendeung des Titelverteidigers zur Weltmeisterschaft in Wien; Deutsche Billard-Zeitung).
Die Weltmeisterschaft endete mit der Titelverteidigung des Franzosen Jean Albert  Er erzielte dabei alle Turnierrekorde und schraubte die prolongierte Höchstserie auf den neuen Weltrekord von 1386. Zweiter wurde der Spanier Joaquín Domingo, der erstmals an einer Weltmeisterschaft in der Freien
Partie teilnahm. Juan Butrón wurde wieder, wie schon 1934 Dritter, und konnte auch eine Partie in einer Aufnahme ausstoßen.

## Turniermodus
Das ganze Turnier wurde im Round Robin Modus gespielt. Bei Punktegleichstand wird in folgender Reihenfolge gewertet:
1. MP = Matchpunkte
2. GD = Generaldurchschnitt
3. HS = Höchstserie

## Abschlusstabelle
| MP    | Match Points (Sieger = 2; Unentschieden = 1; Verlierer = 0) |
| Pkte. | Erzielte Karambolagen                                       |
| Aufn. | Benötigte Versuche                                          |
| GD    | Generaldurchschnitt                                         |
| BED   | Bester Einzeldurchschnitt eines Spielers                    |
| HS    | Höchstserie                                                 |
|       | Bester GD des Turniers                                      |
|       | Bester ED des Turniers                                      |
|       | Beste HS des Turniers                                       |
|       | 1. Platz (Gold)                                             |
|       | 2. Platz (Silber)                                           |
|       | 3. Platz (Bronze)                                           |

| Platz                      | Name            | MP   | Pkte. | Aufn. | GD    | BED    | HS   |
| -------------------------- | --------------- | ---- | ----- | ----- | ----- | ------ | ---- |
| 1                          | Jean Albert     | 12:2 | 3493  | 57    | 61,28 | 500,00 | 1386 |
| 2                          | Joaquin Domingo | 11:3 | 3224  | 65    | 49,60 | 166,66 | 492  |
| 3                          | Juan Butrón     | 11:3 | 3100  | 70    | 44,28 | 500,00 | 952  |
| 4                          | Alfredo Ferraz  | 8:6  | 2197  | 37    | 56,33 | 250,00 | 463  |
| 5                          | Constant Côte   | 6:8  | 2507  | 85    | 29,49 | 35,71  | 269  |
| 6                          | Jan Sweering    | 4:10 | 2271  | 86    | 26,40 | 38,46  | 229  |
| 7                          | Arnold Roth     | 4:10 | 1632  | 90    | 18,13 | 21,73  | 293  |
| 8                          | Joseph Baudart  | 0:14 | 1163  | 94    | 12,37 | –      | 110  |
| Turnierdurchschnitt: 33,42 |                 |      |       |       |       |        |      |